# 19.ª Brigada Mixta (Ejército Popular de la República)
La 19.ª Brigada Mixta fue una unidad del Ejército Popular de la República creada durante la Guerra Civil Española.

## Historial
La unidad fue creada en diciembre de 1936, en la localidad de Villena, a partir de reclutas de reemplazo. El mando fue asumido por el comandante de infantería Manuel Márquez Sánchez de Movellán. A mediados de enero de 1937 la 17.ª BM se trasladó al sector de Arganda, integrada en la agrupación que mandaba Arturo Mena. La brigada tomó parte en la Batalla del Jarama defendiendo la fábrica química de La Marañosa, sin éxito. Posteriormente lanzó varios contraataques contra los cerros de Coberteras y contra «el Espolón» de Vaciamadrid; no llegó a ocupar ambas posiciones, aunque sí logró detener la ofensiva adversaria.
En julio de 1937 intervino en la Batalla de Brunete, aunque su participación fue irrelevante. Para entonces se encontraba integrada en la 24.ª División del II Cuerpo de Ejército. Durante los siguientes meses no tuvo ninguna actuación destacada. El 26 de marzo de 1938, ante la ofensiva franquista en el Frente de Aragón, la 19.ª BM fue trasladada junto a este zona para intentar reforzar a las debilitadas fuerzas republicanas. Quedó incorporada a la llamada «División Y», al norte del río Ebro. Sin embargo, antes las embestidas enemigas hubo de retirarse más allá de la localidad de Artesa de Segre. El 22 de mayo sostuvo duros combates contra las fuerzas franquistas en las Peñas de Aolo, que cambiaron dos veces de mano; el jefe de la 19.ª BM, Castro Rodríguez, sería condecorado con la Medalla al Valor.
En diciembre de 1938, con el comienzo de la Ofensiva de Cataluña, la brigada se encontraba cubriendo la orilla izquierda del río Ebro desde la localidad de García hasta el mar Mediterráneo. El derrumbamiento del frente central republicano dejó a la 19.ª BM en una posición muy comprometida, debiendo retirarse. Lograría alcanzar Barcelona, donde quedó agregada al XV Cuerpo de Ejército, pero para el 31 de enero de 1939 la unidad ya había dejado de existir como fuerza de combate efectiva.

## Mandos
Comandantes
- Comandante de infantería Manuel Márquez Sánchez de Movellán;
- Comandante de infantería Enrique García Moreno;
- Comandante de infantería Miguel González Pérez-Caballero;
- Mayor de milicias Manuel Castro Rodríguez;

Comisarios
- Manuel Fernández Viejo, del PCE;[2]